# Comunidad nativa Santa Rosillo de Yanayacu
La comunidad nativa Santa Rosillo de Yanayacu es una comunidad nativa kichwa ubicada en el distrito de Huimbayoc, provincia de San Martín, departamento de San Martín, Perú. Fue reconocida por el estado peruano como comunidad nativa el 25 de junio de 2015 mediante la resolución de reconocimiento R.D. 118-2015-GRSM/DRASAM/DTRTyCR. 
Su lengua indígena es el quechua y de acuerdo a la Base de datos de Pueblos Indígenas u Originarios (BDPI), al 2023 cuenta con una población de 225 personas, donde el 53% de su población es masculina y el 47% es femenina.

## Ubicación
La comunidad se encuentra ubicada en el distrito de Huimbayoc, provincia de San Martín, departamento de San Martín, Perú. Esta comunidad nativa habita el Valle del Chipurana Yanayacu, en la zona del bajo Huallaga.Se encuentra al límite con el departamento de Loreto, en la zona de amortiguamiento del parque nacional Cordillera Azul.

## Rondas indígenas
Las actividades de patrullaje de las rondas indígenas de la comunidad han permitido detectar y alertar sobre las actividades de deforestación y otras amenazas a su bosque. En octubre de 2022, realizaron el decomiso 18.8 metros cúbicos del árbol conocido como tornillo (Cedrelinga cateniformis), los cuales fueron talados ilegalmente dentro de las 23 mil hectáreas que ellos consideran parte de su territorio. En el bosque de Santa Rosillo las rondas hallaron árboles marcados con pintura roja: un marcador que indica que iban a ser derribados en el corto plazo. Asimismo, encontraron algunos con dibujos de pistolas con la finalidad de amedrentar. También encontraron árboles marcados con las letras V y la H, junto a la figura de una pistola en el tallo de un árbol, como señal de amedrentamiento para que no ingresen a la zona deforestada.
El 10 de octubre de 2022, mientras realizaban sus actividades de patrullaje escucharon estruendos de varios disparos de armas de fuego.  Además, por llamada fueron advertidos que alrededor de 25 "mestizos" los seguían luego de enterarse de que la comitiva indígena se dirigía a inspeccionar un área en proceso de depredación. Dado esto aviso tuvieron que emprender su retirada. Al llegar a su comunidad, fueron amenazados por uno de los agricultores mestizos y vecino del lugar, identificado como Manuel Pezo Villacrez. Días después, se confirmó que 20 hectáreas habían sido deforestadas ilegalmente en la zona. 

## Tala ilegal y narcotráfico
El 2020, representantes de la comunidad solicitaron la activación del Procedimiento de Alerta Temprana del MINJUSDH por el incremento del narcotráfico en la zona y solicitaron que el Bajo Huallaga sea declarado en emergencia por las actividades ilícitas.Otro de los problemas que aquejaban era el no contar con seguridad jurídica porque su territorio no se encontraba titulado al 2021.Esta comunidad manifiesta que llevan años denunciando frente a distintas entidades del estado los daños a su territorio así como las amenazas y ataques sufridos a sus defensores ambientales.
Durante 2017 y 2018 han denunciado la extracción ilegal de madera a la Fiscalía Especializada en Materia Ambiental de Alto Amazonas–Yurimaguas y la Policía Nacional del Perú. 
Además, presentaron una denuncia por usurpación ante la Fiscalía Mixta de la Banda de Shilcayo, por las agresiones físicas y amenazas a sus dirigentes. Las denuncias presentadas fueron archivadas y las comunidades han vuelto a presentarlas en 2019 y 2020.
El 20 de agosto de 2021 denunciaron que la vivienda del presidente de la ronda comunal fue quemada por agentes relacionados con actividades ilícitas. A fines julio del 2021, en el primer encuentro nacional para la protección de defensores y defensoras indígenas de la Amazonía peruana denunciaron el incremento de amenazas de muerte desde que solicitaron inspección fiscal en la zona por las actividades ilícitas tales como el narcotráfico y la deforestación de los bosques.Luego de que la Fiscalía Provincial Especializada en Delitos de Tráfico Ilícitos de Drogas de Tarapoto ingresara al territorio comunal para verificar los daños causados en el bosque, durante ese mismo mes, Quinto Inuma Alvarado —apu de la comunidad— fue golpeado y amenazado de muerte.
La comunidad también ha advertido que los "mestizos", así denominan a los migrantes que no comparten cultura ni pasado ancestral que se instalan en sus territorios para hacer agricultura (donde habría sembríos ilegales de hoja de coca, según exponen) e imponer sus normas, permiten la entrada de taladores ilegales foráneos, principalmente de Loreto.  Coincidentemente con la llegada de los mestizos, entre enero de 2020 y enero de 2021 se deforestaron 139.19 ha de bosques de la comunidad, atribuidas al inicio de actividades agrícolas. Además, entre octubre de 2020 y agosto de 2021 se construyó una pista de aterrizaje clandestina con el objetivo de facilitar las actividades los narcotraficantes en el lugar. 
Durante 2022, expusieron la existencia de una trocha carrozable construida de manera ilegal desde San José de Yanayacu, en el noreste de San Martín, hasta Tierra Blanca, en la región Loreto.

### Asesinato del apu Quinto Inuma
El 30 de noviembre de 2023, el apu Quinto Inuma Alvarado fue asesinado por impacto de balas cuando se encontraba en el camino del distrito de Huimbayoc a la comunidad nativa, luego de participar en Pucallpa en un taller de defensores ambientales.  El hecho ocurrió cuando se encontraba con su familia. Axceldina Barbarán Tapullima, quien es una pobladora de la zona, resultó herida durante este hecho.